# Johannes Fiebag
Johannes Fiebag (n. 14 martie 1956, Northeim; d 11 octombrie 1999) a fost un scriitor, naturalist, jurnalist de știință și ufolog german.

## Lucrări
- Rätsel der Menschheit, John Fisch Verlag, Luxembourg 1982
- Die Entdeckung des Heiligen Grals, John Fisch Verlag, Luxemburg 1983; Goldmann-Verlag Arhivat în 29 noiembrie 2014, la Wayback Machine., München 1989, împreună cu Peter Fiebag
- 13.10.1917. Es geschah in Fatima., Edition GIE, Grabert-Verlag, Tübingen 1985
- Aus den Tiefen des Alls, Hohenrain Verlag GmbH, Tübingen, Bern, Paris 1985; Ullstein-Verlag, Berlin 1995 (cu Peter Fiebag)
- Zur Geologie der Azuara-Struktur (NE-Spanien). Kartierung im Gebiet zwischen Herrera de los Navarros und Aladrén und süd-östlich von Almonacid de la Cuba sowie spezielle Untersuchungen der Breccien und Breccien-Gänge vor dem Hintergrund einer Impaktgenese der Azuara-Struktur, Dissertation Würzburg 1988
- Himmelszeichen, Goldmann-Verlag Arhivat în 29 noiembrie 2014, la Wayback Machine., München 1992 (cu Peter Fiebag)
- Die Anderen, Herbig-Verlag, München 1993
- Gesandte des Alls, Selbstverlag 1993 (împreună cu Peter Fiebag & Hans-Werner Sachmann)
- Kontakt, Herbig-Verlag, München 1994
- Zeichen am Himmel, Ullstein-Verlag, Berlin 1995 (cu Peter Fiebag)
- Sternentore, Herbig-Verlag, München 1996
- Das UFO-Syndrom, Knaur-Verlag, München 1996 (Herausgeber)
- Mission Pathfinder, ECON Verlag GmbH, Düsseldorf 1997
- Mars. Planet des Lebens. ECON Verlag GmbH, Düsseldorf 1996, ISBN 3-430-12790-4 (împreună cu Torsten Sasse)
- Von Aliens entführt, Ullstein-Verlag, Berlin 1998
- Die Ewigkeitsmaschine, Herbig-Verlag, München 1998 (împreună cu Peter Fiebag)
- Besucher aus dem Nichts, Ullstein, Berlin 1998
- Artus, Avalon und der Gral, Tosa-Verlag, Wien 2001 (împreună cu Peter Fiebag)
- Die geheime Botschaft von Fatima. Was geschah 1917 in Portugal wirklich?, Hohenrain-Verlag GmbH, Tübingen 2002
- Das Gralsgeheimnis, Herbig-Verlag, München 2006